# Велика Устюба
Велика Устюба́ (рос. Большая Устюба, башк. Оло Өстүбә) — село у складі Буздяцького району Башкортостану, Росія. Входить до складу Копей-Кубовської сільської ради.
Населення — 345 осіб (2010; 303 у 2002).
Національний склад:
- татари — 70 %
- башкири — 28 %